# Contea di Pingchang
La contea di Pingchang (平昌县S, Píngchāng XiànP) è una contea della Cina, situata nella provincia di Sichuan e amministrata dalla prefettura di Bazhong.